# Царицынский, Леонид Иванович
Леонид Иванович Царицынский (11 августа 1920, Соломенское — 23 февраля 1989, Москва) — художник, антифашист, узник лагеря Бухенвальд, дважды приговорённый к расстрелу.

## Биография
Леонид Иванович родился в августе 1920 года в селе Соломенское Степновского района.
С детства много времени посвящал рисованию. Путешествовал с родителями. Местом жительства семья выбрала город Грозный.
В 1939 году Леонид Царицынский стал курсантом местного аэроклуба. В 1940 году его призвали в ряды Красной Армии. По окончании полковой разведшколы, молодого офицера назначили на должность комиссара.

### Война
В 1941 году Леонид Иванович Царицынский вступил в ряды ВКП(б), затем ушел на фронт. В составе разведгруппы из четырнадцати человек Леонид Иванович прикрывал отход своего 609-го полка. Группа попала в окружение. Один за другим погибли товарищи. Их уцелело только двое. Постепенно, перемещаясь вслепую, без карт, и вступая в перестрелки, Леонид с товарищем оказались на оккупированной врагом Украине.
В 1942 году в селе Вин-Става Леонид Иванович сплотил подпольную группу. Боролись с врагом разными способами: собирали разведданные, минировали дороги, устраивали диверсии. Царицынский был четырежды арестован гестапо. Все четыре раза ему удалось бежать.
В оккупированном Киеве, когда Леонид Иванович готовил очередную операцию своей группы, его схватили. Отправили на работу в Германию. В Германии Царицынского отправили работать на оружейный завод, выпускавший гордость А. Гитлера снаряды — ракеты ФАУ−1 и Фау-2. За агитацию и вредительство Леонид Иванович был схвачен гестапо. Пытки. Побои. Тюрьмы в городах Нюрнберг и Гофа. Зимой 1943 года он был переведён в концентрационный лагерь Бухенвальд. Его номер в Бухенвальде 37936.

### В лагере
В это время в Бухенвальде действовало мощное международное подполье. После нескольких проверок в его ряды принимают русского парня Леню. Новые друзья-антифашисты зовут его на французский манер — Леоном. В нечеловеческих условиях с упорством военной юности, он совершенствует знания немецкого и английского языков. Начинает изучать французский. В Бухенвальдском бараке хирург-коммунист из Германии стеклом делает Царицынскому операцию раненой ноги. Тайно. Ночью. В качестве перевязочных бинтов используют обрывки одежды. Нога спасена.
В связи с близостью союзных сил США и армии СССР фашисты приняли решение уничтожить лагерь Бухенвальд.
Главное — скрыть следы преступлений перед человечеством. Подполье заранее узнало об этом. Заключённые своей кровью писали листовки. Готовились к восстанию. Леону было поручено руководить захватом оружейного арсенала, а также контролем за связью, — между штабом вооруженных сил лагеря Бухенвальд и группой обороны советских отрядов. В день восстания коммунисты разных стран сознательно шли на смерть. Они бросали свои тела на колючую проволоку с высоким напряжением электрического тока. Безымянные герои спасли жизни тем узникам, что шли за ними. Среди спасённых было много молодежи, женщин и детей.

### После войны
С попутными эшелонами Леонид Иванович возвращается в СССР. Поскольку он находился в плену на вражеской территории, его обвиняют в измене Родине. Царицынский попадает в НКВД.
За Леонида Ивановича вступились друзья — антифашисты из Франции, Польши, Германии. Он чудом сумел передать им весточку.
Международный Красный Крест присудил ему медаль «За победу над смертью». Здоровье Леонида Ивановича было окончательно подорвано. Бывший узник Бухенвальда, после застенок НКВД, мог употреблять в пищу лишь каши, пить кефир. Восстановление своего здоровья Царицынский начал с дыхательной восточной гимнастики лежа в постели. Постепенно увеличивая нагрузку. Книги по Хатха — йоге были большой редкостью в СССР 50-х годов XX века. В основном ходил по рукам самиздат с искажениями и неточностями. Благодаря друзьям, Царицынский смог получить нужную литературу на французском языке.
Победив болезнь, Царицынский осуществил свою главную мечту всей жизни — стал художником. Он отправился в Киев, где готовил декорации для спектаклей в театре. В 1956 году Царицынский засел за учебники. Спустя год упорных и ежедневных занятий, он поступил в Ленинградский институт живописи, скульптуры и архитектуры им. Репина. Основной темой его работ стала война. Глубокое сопереживание событиям в Чили обернулось созданием новых полотен: «Памяти В. Хара», «Смерть Альенды», «Последний аккорд». Основное направление в работах — графика.
В 1968 году его принимают в Союз художников СССР. Через год Леонид Иванович возвращается в ЧИАССР. Изучаетчеченский и ингушский языки. Преподает в школе рисунка и одновременно работает в местном книжном издательстве, где иллюстрирует книги известных республиканских авторов: писателя и журналиста Саида Чахкиева, Магомеда Мусаева и других.

## Творчество

Цветная графика. Работа художника «Горы и Орел»

Постепенно у Царицынского формируется своё понимание единства мира и всего живого. Его работы становятся притчами. Например, рисунок «Стол». Перед зрителями предстает не привычный предмет обихода, а бывшее когда-то живым дерево. В древесных кольцах отражена вся его жизнь: страхи, радости, встречи с людьми и жителями леса.
Другая работа мастера — «Озеро». Сквозь водную гладь, в вековом сумраке, — видны дома и люди. Окружающий мир застыл как в «зазеркалье», а внизу, в глубине, — продолжается жизнь. Постоянно общаясь с детьми в художественных школах, Царицынский увлекся темой сказок. Свои картины—сказки художник щедро дарил детским садам, лечебным учреждениям, школам. Художник изобрел свою собственную методику письма маслеными красками на обычном холсте. Она заключалась в многократном наложении одного цвета на другой. К примеру, шапку на персонаже сказки — Ереме, мастер писал пять лет. Только посвященные знали, если поводить обычным фонариком вдоль рамы полотна белый снег, как по волшебству станет: голубым, розовым, зелёным. Шапка на Ереме из лимонно-желтой превратится в фиолетовую. Тёмно-серая щука побелеет на глазах у изумленного зрителя. Художник много экспериментировал с цветом и освещенностью, имел свои исследования в этой области.
На всесоюзном слете борцов против фашизма Леонид Иванович Царицынский представил ряд своих скульптурных работ, в гипсе — Взрыв гнева,  На допросе. Композиции получили восхищенные отзывы участников сопротивления. Работа — всегда радость, но продавать свои произведения Леонид Иванович не любил. Он их дарил, щедро и непредсказуемо: журналистам, актёрам, детям, соседям.

«Это мои дети» — объяснял художник — «А детей не продают!».

Одна из его работ «Женщина- Вампир» понравилась Владимиру Высоцкому. Она была подарена актёру и поэту, вместе с дорогой памятью сердца — листовкой на мешковине, исписанной кровью в концентрационном лагере Бухенвальд.
Знакомство произошло в один из приездов известного актёра в город Грозный.
Работы Л. Царицынского были приобретены крупнейшими музеями: Русский музей — в Ленинграде, Третьяковская галерея — в Москве, Новосибирская художественная галерея. Работы находятся и в Картинной галерее города Красноармейска.
Художник принимал участие в различных выставках на территории СССР и за рубежом. В 1972 году на международной выставке графики во Флоренции восемь его работ получили золотые медали.
Царицынский вёл большую военно-патриотическую работу с молодежью.
В 1980-х годах он — член международной федерации борцов сопротивления фашизму. Почетный член клуба интернациональной дружбы. Собранные им материалы о Великой Отечественной войне могли превратиться в интереснейшие книги. Записи по памяти и лагерные дневники. Множество человеческих судеб. Их было вполне достаточно на объемный киносценарий. Тщетно. Леонид Иванович искал для работы секретаря. Такого человека он не нашел, так как не мог оплатить трудоемкую работу.
Художник-антифашист жил по-спартански скромно. Его семейное счастье не было долгим. Любимая женщина — жена, ушла к его другу. Своё окно в комнатке — мастерской Царицынский занавешивал плотной, темной тканью. Включал лампы дневного света и музыку. На звонки не отвечал. Его общение с людьми было выборочным и минимальным. Художник берег мгновения своей жизни для работы. Леонид Иванович очень любил вечерами гулять с рыжим псом дворнягой, верным другом последних лет.
Жил он в городе Грозном по улице Розы Люксембург в однокомнатной квартире — площадью 15 м². Сам резал рамы для своих полотен. Многие годы у него не было отдельной мастерской для работы. Выручал продуктовый паек ветеранов Великой Отечественной войны, помогали друзья.

## Гибель
Умер Леонид Иванович Царицынский в Москве. На проходивших в столице днях культуры ЧИАССР 1989 года. С ним из ЧИАССР приехали в Москву: танцор Махмуд Эсамбаев, поэтесса Раиса Ахматова, писатель и журналист Саид Чахкиев и он — Леонид Царицынский, уже известный художник. Внезапный наезд автомашины оборвал жизнь человека, ставшего легендой. Водитель скрылся с места преступления.
Квартиру художника после его смерти несколько раз перепродавали. Дневниковые записи, часть его художественных работ — затерялись во время Первой чеченской войны. В память о мастере остались четыре документальных фильма.